# Série 551 a 560 da CP
A Série 551 a 560, também identificada como Série 550, foi um tipo de locomotiva a tracção a vapor, utilizada pelos Caminhos de Ferro do Estado e pela Companhia dos Caminhos de Ferro Portugueses.

## História
Estas locomotivas foram produzidas pela empresa alemã Henschel & Sohn, tendo entrado ao serviço da Administração dos Caminhos de Ferro do Estado em 1924, um ano antes das suas congéneres da Série 501 a 508, dos Caminhos de Ferro do Estado. Estas duas séries foram as locomotivas a vapor de passageiros com maior destaque em Portugal, tendo assegurado serviços rápidos em todas as linhas que aguentassem o seu peso por eixo; por exemplo, não podiam atravessar a Ponte D. Maria Pia, embora algumas destas locomotivas tenham terminado a sua carreira na zona Norte do país.

## Descrição

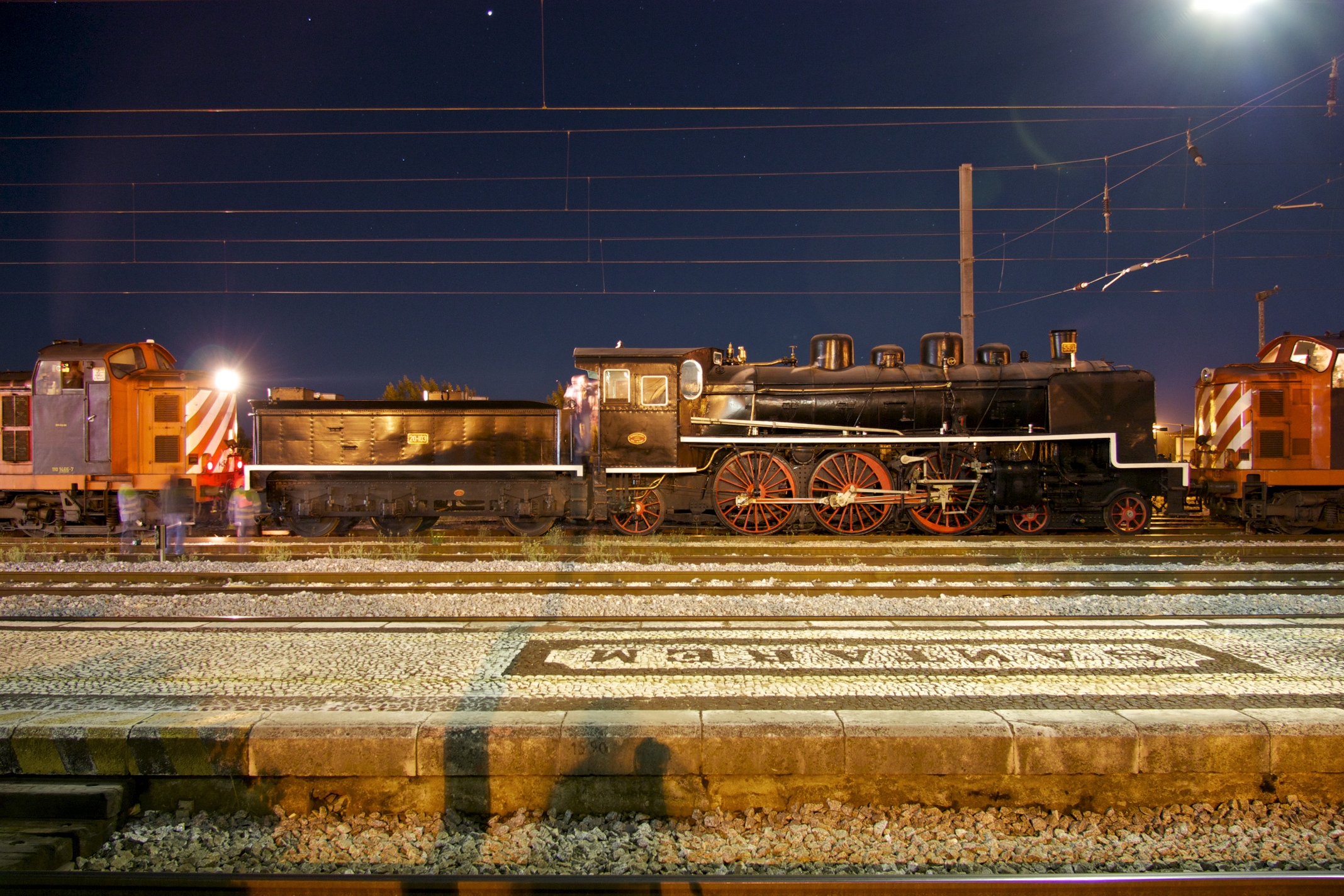
Locomotiva n.º 553, a ser preparada na Estação de Santarém para ser rebocada até ao Museu Nacional Ferroviário, no Entroncamento.

Esta série era composta por vinte locomotivas com tender, numeradas de 551 a 560. Empregavam um sistema compound, do tipo Du Bousquet-De Glehn. Eram bastante parecidas com locomotivas da série 501 a 508, possuindo apenas uma caldeira de menores dimensões. Estas duas famílias foram as únicas representantes em Portugal das locomotivas do tipo Pacific.

## Ficha técnica

### Características gerais
- Tipo de tracção: Vapor[1]
- Bitola: Ibérica[1]
- Fabricante: Henschel & Sohn[1]
- Entrada ao serviço: 1924[1]